# Österreichische Lotterien
L’Österreichische Lotterien Gesellschaft m.b.H. est une société de jeux d'argent autrichienne.

## Histoire
Jusqu'à la modification de la loi sur les jeux de hasard en 1986, il n'existe pas en Autriche de jeux de hasard basés sur le principe du pari mutuel à l'échelle nationale. L’Österreichische Lotterien Gesellschaft m.b.H. est fondée en septembre 1986 pour introduire le loto 6 sur 45 en Autriche. Dans le même temps, la société Toto, dont les paris constituent la base financière du financement du sport autrichien, est rachetée par l'administration autrichienne du monopole des jeux de hasard. L'objectif est de réorganiser le marché décentralisé du jeu, d'exploiter le potentiel du marché existant et d'empêcher l'exode croissant des capitaux autrichiens du jeu vers l'étranger, perceptible au début des années 1980.

## Actionnaires et conseil d'administration
Les actionnaires d'Österreichische Lotterien sont Casinos Austria (de) AG (74%) et Lotto-Toto Holding Gesellschaft (26%). En juillet 2017, le conseil d'administration est composé du PDG Alexander Labak (de) et de la directrice Bettina Glatz-Kremsner (de). Le 1er mai 2019, Bettina Glatz-Kremsner succède à Alexander Labak en tant que PDG. En 2022, Erwin van Lambaart (nl) devient président du conseil d'administration.
Les actions de Lotto-Toto Holding GmbH sont détenues par les sociétés suivantes :
- CLS Beteiligungs GmbH (Fondation privée Dipl.-Ing. Melchart, Bankhaus Schelhammer & Schattera, BAIH Beteiligungsverwaltungs GmbH)
- RSV Beteiligungs GmbH (Novomatic (de) AG)
- LTB Beteiligungs GmbH (BAIH Beteiligungsverwaltungs GmbH, Novomatic AG)
- Österreichischer Rundfunk (ORF)

## Filiales
La société OOO Ural Loto est fondée en 2008 pour réaliser des tirages dans la région russe du Bachkirie. OOO Ural Loto est une filiale à 100 % de la société Russisch Österreichische Lotterien Holding Ges.m.b.H. 59% du capital appartient à Österreichische Lotterien, 34% à l'homme d'affaires austro-russe Vadim Pletnev avec sa société viennoise "VPB Beteiligungs GmbH". L'entreprise de Haute-Autriche Keba AG, qui produit des machines et des terminaux, détient 7 % supplémentaires. Après une modification de la loi en 2014, les activités de jeux doivent interrompues. En raison du manque de base commerciale qui en résulte, la société OOO Ural Loto est en liquidation.
La filiale à 100 %  Albanisch Österreichische Lotterien Holding Ges.m.b.H., fondée en 2012. remporte l'appel d'offres pour la licence des jeux de loterie nationaux en Albanie en septembre 2012, qui sont réalisés par une autre filiale à 100 % basée en Albanie appelée Lotaria Kombëtare. En 2016, Novomatic reprend Lotaria Kombetare.

## Jeux
Les salles WINWIN (de) sont de petites salles de jeux où les clients âgés de 18 ans et plus peuvent jouer à des jeux de loterie électronique sur des appareils de loterie vidéo. Depuis janvier 2015, un maximum de 50 terminaux par point de vente sont autorisés chez WINWIN, un système d'accès est requis par la loi pour l'espace de jeu. De plus, chaque appareil est connecté au centre de données fédéral.
Win2day (de) est une plateforme de jeu multicanal sur Internet. Le site comprend la gamme de jeux de loterie classiques d'Österreichische Lotterien, des paris sportifs et des loteries électroniques sous forme de jeux de casino, de salle de poker, de salle de bingo et de jeux de salle de jeux.
Le propriétaire de WINWIN et win2day est Entertainment Glücks- und Entertainmentspiel GmbH, qui est détenu à 50% chacun par Casinos Austria et Österreichische Lotterien. En outre, Entertainment Glücks- und entertainmentsspiel GmbH est propriétaire à 56% du fournisseur de paris tipp3 (de).
| Jeu                                  | Chiffres d'affaires (millions €, 2017) |
| ------------------------------------ | -------------------------------------- |
| Lotto 6 aus 45                       | 603,55                                 |
| Toto und Torwette                    | 7,93                                   |
| EuroMillions                         | 343,46                                 |
| Bingo                                | 9,47                                   |
| ToiToiToi (de)                       | 15,42                                  |
| Zahlenlotto (de) 1-90                | 3,65                                   |
| Joker                                | 180,80                                 |
| Jeu de grattage                      | 127,84                                 |
| Brieflos (de)                        | 20,86                                  |
| Österreichische Klassenlotterie (de) | 31,71                                  |
| win2day.at                           | 1 610,28                               |
| win2day.at Poker                     | 2,77                                   |
| WINWIN (Terminaux de loteries vidéo) | 525,34                                 |
| Total                                | 3 483,08                               |

## Sponsoring
Une contribution au financement du sport autrichien est le financement du sport obligé par la loi sur les jeux de hasard. Outre les sports de haut niveau, les sports populaires sont également soutenus. Depuis 1986, 1,391 milliard d'euros au total furent consacrés au financement spécial du sport. Depuis 2011, le montant annuel provenant des loteries pour soutenir le sport est garanti à au moins 80 millions d'euros et augmente dans la mesure où les taxes fédérales sur les jeux augmentent. Le financement du sport est géré par l'Organisation fédérale autrichienne des sports et distribué selon une clé précise.